# Réhon
Réhon est une commune française située au nord du département de Meurthe-et-Moselle, dans la région Grand Est.
Ses habitants sont les Réhonnais.

### Description

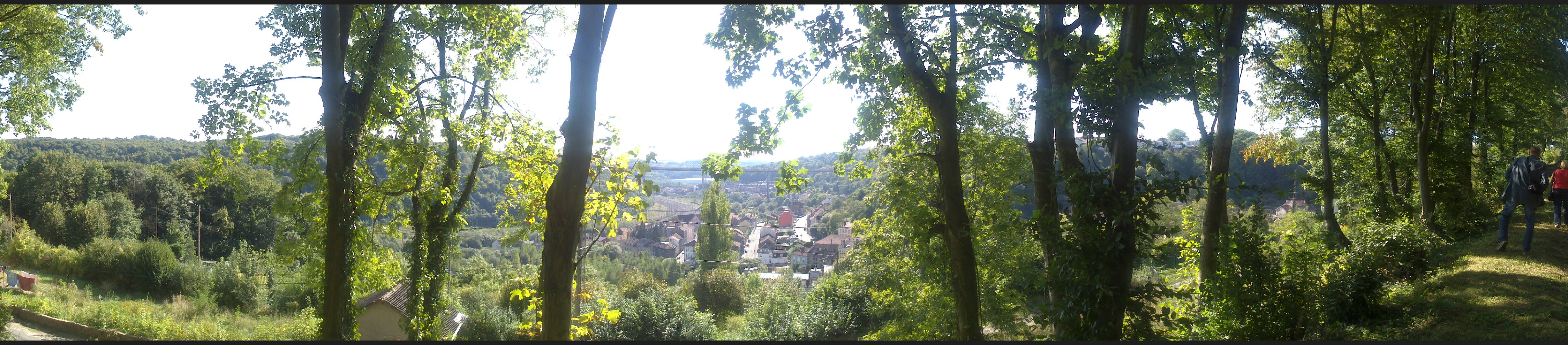
Vue sur Réhon depuis le Site du Vieux Château.

## Géographie

### Communes limitrophes
Les communes limitrophes sont  Chenières, Cutry, Lexy, Longwy et Mexy.
|       | Longwy    |      |
| Lexy  | Réhon     | Mexy |
| Cutry | Chenières |      |

### Hydrographie

#### Réseau hydrographique
La commune est dans le bassin versant de la Meuse au sein du bassin Rhin-Meuse. Elle est drainée par la Chiers,.
La Chiers, d'une longueur de 127 km, prend sa source dans la commune de Mont-Saint-Martin et se jette  dans la Meuse à Remilly-Aillicourt, après avoir traversé 46 communes. 

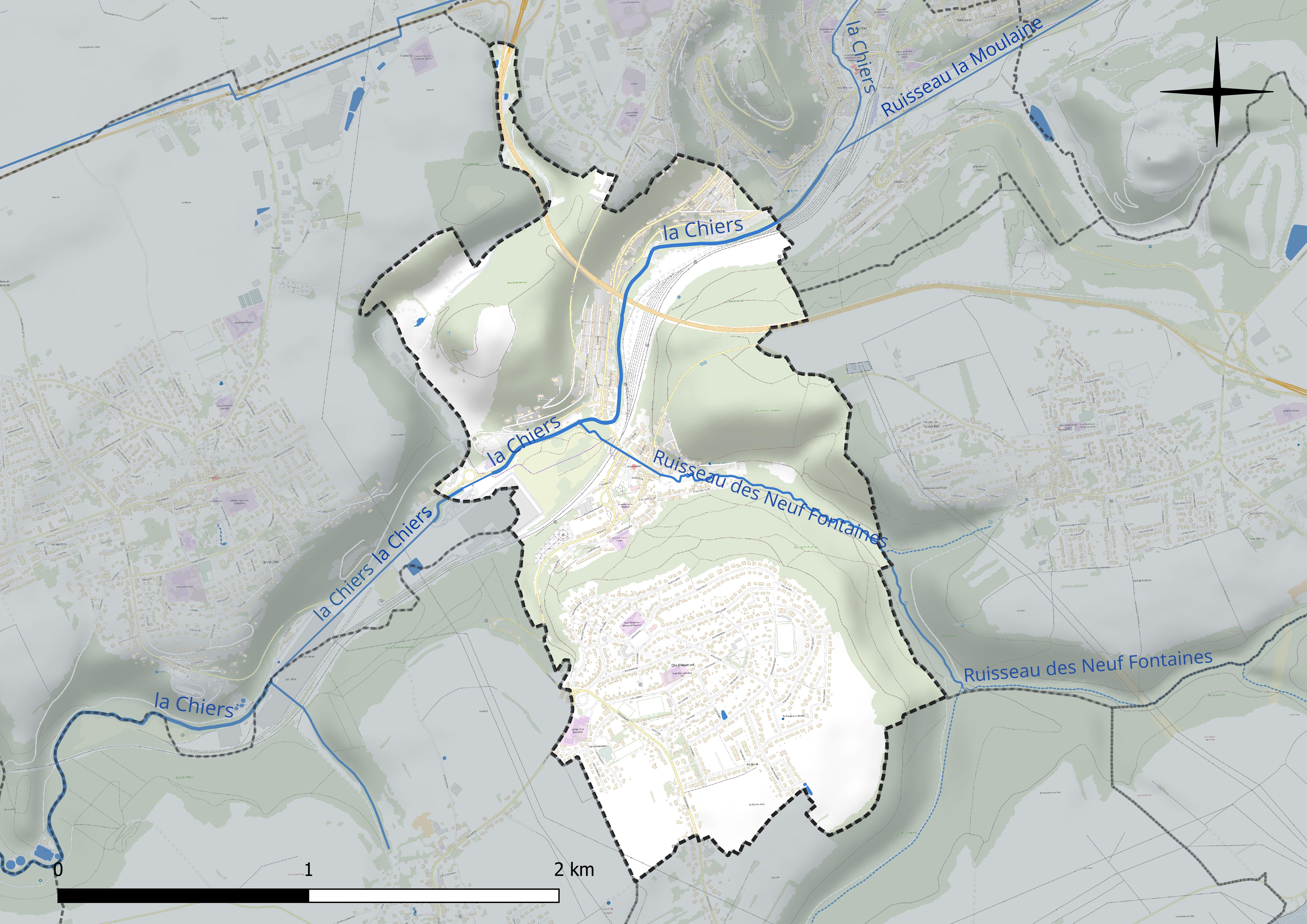
Réseau hydrographique de Réhon.

#### Gestion et qualité des eaux
Le territoire communal est couvert par le schéma d'aménagement et de gestion des eaux (SAGE) « Bassin ferrifère ». Ce document de planification concerne le périmètre des anciennes galeries des mines de fer, des aquifères et des bassins versants hydrographiques associés qui s’étend sur 2 418 km2. Les bassins versants concernés sont celui de la Chiers en amont de la confluence avec l'Othain, et ses affluents (la Crusnes, la Pienne, l'Othain), celui de l'Orne et ses affluents et celui de la Fensch, le Veymerange, la Kiesel et les parties françaises du bassin versant de l'Alzette et de ses affluents (Kaylbach, ruisseau de Volmerange). Il a été approuvé le 27 mars 2015. La structure porteuse de l'élaboration et de la mise en œuvre est la région Grand Est. 
La qualité des cours d’eau peut être consultée sur un site dédié géré par les agences de l’eau et l’Agence française pour la biodiversité. 

### Climat
Pour des articles plus généraux, voir Climat du Grand Est et Climat de Meurthe-et-Moselle.
En 2010, le climat de la commune est de type climat de montagne, selon une étude du Centre national de la recherche scientifique s'appuyant sur une série de données couvrant la période 1971-2000. En 2020, Météo-France publie une typologie des climats de la France métropolitaine dans laquelle la commune est exposée à un climat semi-continental et est dans la région climatique  Lorraine, plateau de Langres, Morvan, caractérisée par un hiver rude (1,5 °C), des vents modérés et des brouillards fréquents en automne et hiver. 
Pour la période 1971-2000, la température annuelle moyenne est de 9,4 °C, avec une amplitude thermique annuelle de 16,1 °C. Le cumul annuel moyen de précipitations est de 923 mm, avec 14,2 jours de précipitations en janvier et 9,6 jours en juillet. Pour la période 1991-2020, la température moyenne annuelle observée sur la station météorologique de Météo-France la plus proche, « Villette », sur la commune de Villette à 15 km à vol d'oiseau, est de 10,1 °C et le cumul annuel moyen de précipitations est de 909,4 mm. 
La température maximale relevée sur cette station est de 39 °C, atteinte le 25 juillet 2019 ; la température minimale est de −14,8 °C, atteinte le 20 décembre 2009,,. 
Les paramètres climatiques de la commune ont été estimés pour le milieu du siècle (2041-2070) selon différents scénarios d'émission de gaz à effet de serre à partir des nouvelles projections climatiques de référence DRIAS-2020. Ils sont consultables sur un site dédié publié par Météo-France en novembre 2022.

## Urbanisme

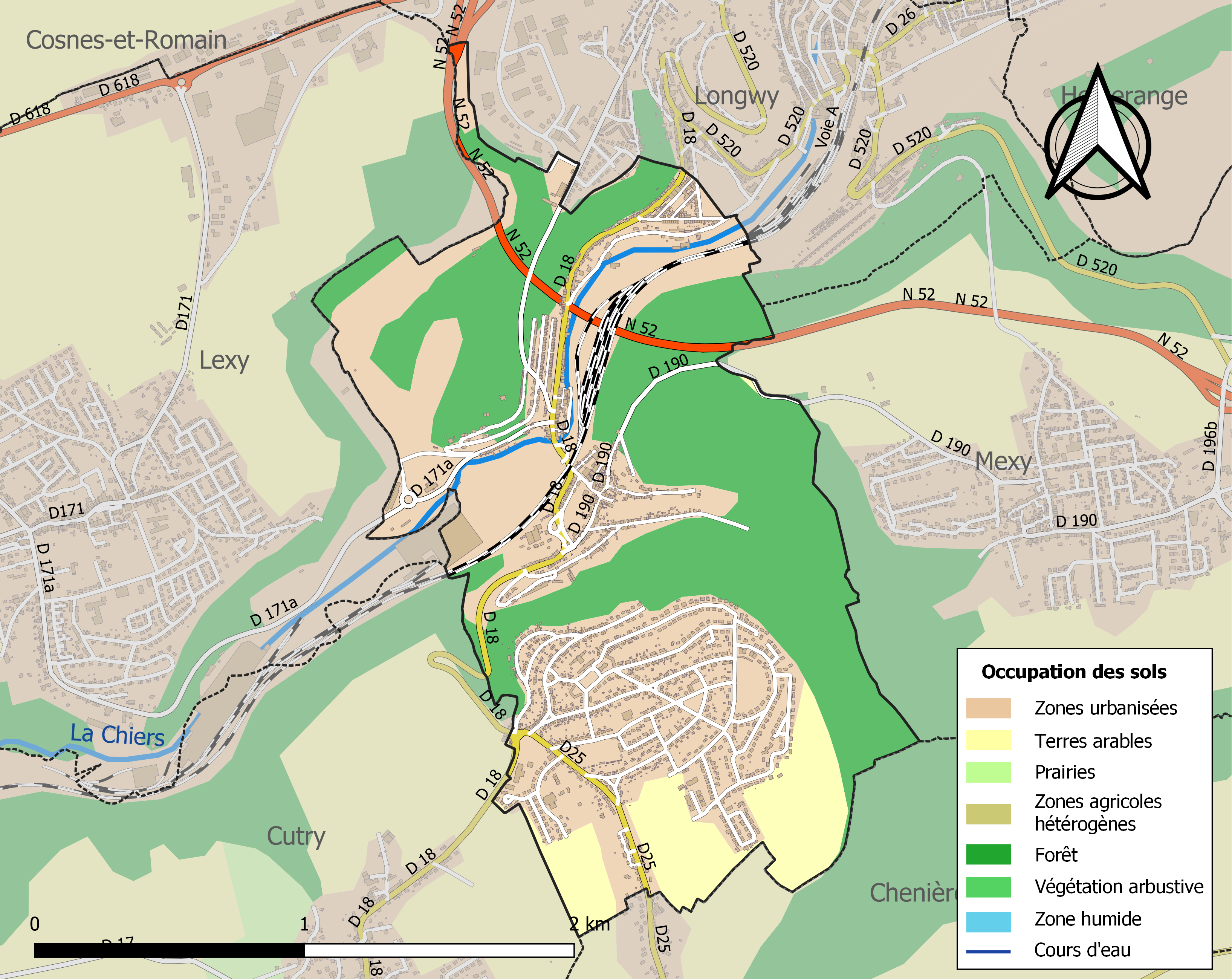
Carte des infrastructures et de l'occupation des sols de la commune en 2018 (CLC).

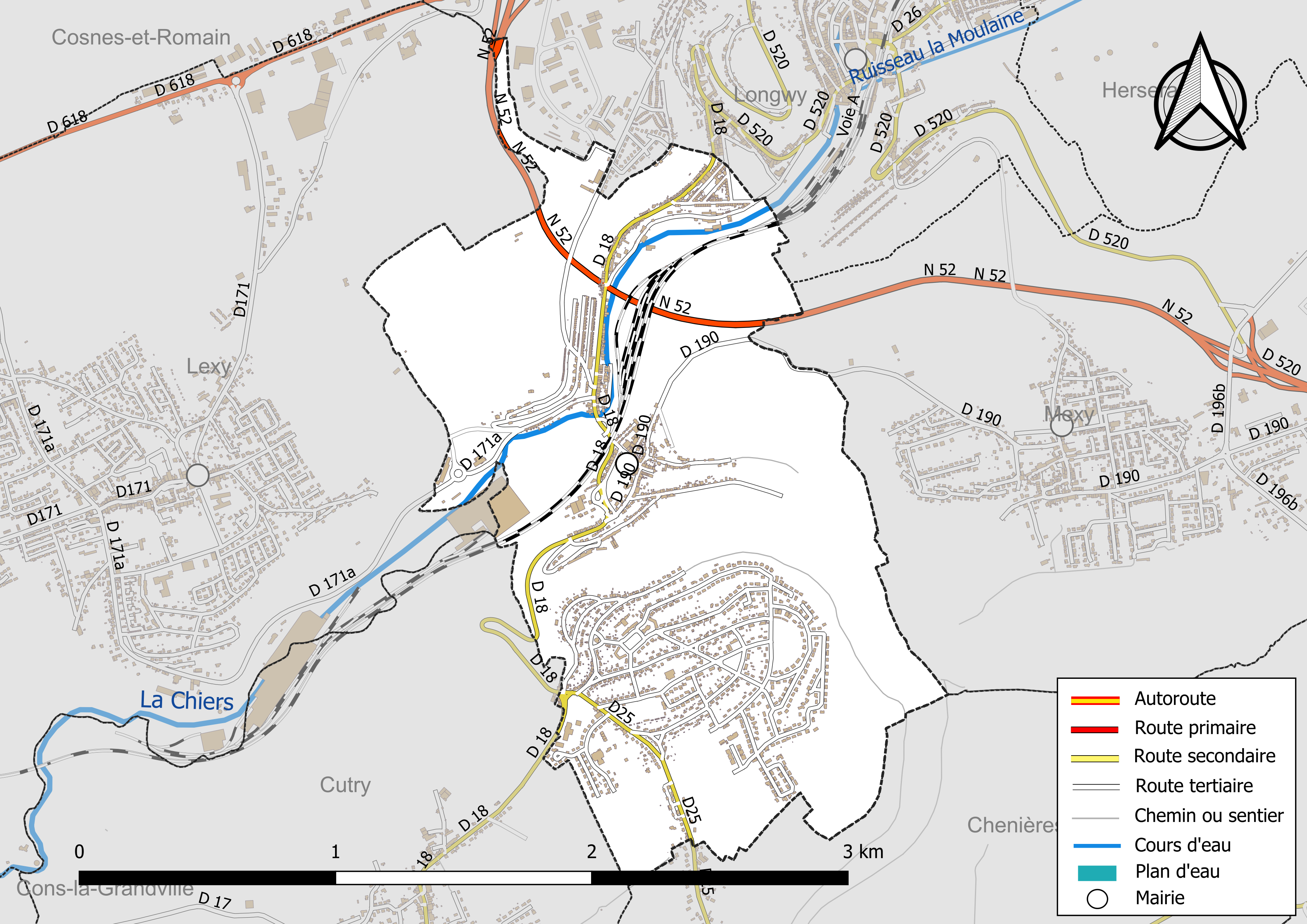
Carte hydrographique et des infrastructures de transport de la commune en 2022.

### Typologie
Au 1er janvier 2024, Réhon est catégorisée ceinture urbaine, selon la nouvelle grille communale de densité à sept niveaux définie par l'Insee en 2022.
Elle appartient à l'unité urbaine de Longwy (partie française), une agglomération internationale regroupant onze  communes, dont elle est une commune de la banlieue,,. Par ailleurs la commune fait partie de l'aire d'attraction de Longwy, dont elle est une commune de la couronne,. Cette aire, qui regroupe 23 communes, est catégorisée dans les aires de moins de 50 000 habitants,.

### Occupation des sols
L'occupation des sols de la commune, telle qu'elle ressort de la base de données européenne d’occupation biophysique des sols Corine Land Cover (CLC), est marquée par l'importance des territoires artificialisés (50,1 % en 2018), en augmentation par rapport à 1990 (41,9 %). La répartition détaillée en 2018 est la suivante : forêts (40,3 %), zones urbanisées (32 %), zones industrielles ou commerciales et réseaux de communication (18,1 %), terres arables (9,6 %). L'évolution de l’occupation des sols de la commune et de ses infrastructures peut être observée sur les différentes représentations cartographiques du territoire : la carte de Cassini (XVIIIe siècle), la carte d'état-major (1820-1866) et les cartes ou photos aériennes de l'IGN pour la période actuelle (1950 à aujourd'hui).

### Morphologie urbaine
- La cité d'Heumont : 
Heumont est une cité ouvrière, créée au sud de Réhon en 1930. Sa création avait pour but de satisfaire la demande de logement importante des ouvriers travaillant à la Providence. La cité d'Heumont appartient à la commune de Réhon ; on y trouve le stade municipal Gilbert-Broseus ainsi que la salle des sports de Réhon (C.O.S.E.C.).
Son architecture, dessiné par Jean Zimmermann, est très caractéristique des années 1930 dans le style pavillonnaire, ainsi que pour son église centrale. Toute la cité est construite dans un esprit quasiment utopiste, les logements étant vastes, clairs et tous dotés d'un jardin.

### Lieux-dits, hameaux et écarts
Au sud de la commune se trouve la Cité d'Heumont.

### Habitat et logement
En 2020, le nombre total de logements dans la commune était de 1 919, alors qu'il était de 1 886 en 2015 et de 1 736 en 2010.
Parmi ces logements, 87,5 % étaient des résidences principales, 1,1 % des résidences secondaires et 11,4 % des logements vacants. Ces logements étaient pour 64,4 % d'entre eux des maisons individuelles et pour 35,2 % des appartements.
Le tableau ci-dessous présente la typologie des logements à Réhon en 2020 en comparaison avec celle de Meurthe-et-Moselle et de la France entière. Une caractéristique marquante du parc de logements est ainsi une proportion de résidences secondaires et logements occasionnels (1,1 %) inférieure à celle du département (2,1 %) et à celle de la France entière (9,7 %). Concernant le statut d'occupation de ces logements, 67,9 % des habitants de la commune sont propriétaires de leur logement (69 % en 2015), contre 57,3 % pour la Meurthe-et-Moselle et 57,5 pour la France entière.
| Typologie                                               | Réhon | Meurthe-et-Moselle | France entière |
| ------------------------------------------------------- | ----- | ------------------ | -------------- |
| Résidences principales (en %)                           | 87,5  | 88,6               | 82,1           |
| Résidences secondaires et logements occasionnels (en %) | 1,1   | 2,1                | 9,7            |
| Logements vacants (en %)                                | 11,4  | 9,3                | 8,2            |

### Voies de communication et transports
La ville est traversée par la ligne de Longuyon à Mont-Saint-Martin (vers Athus), mais, depuis la fermeture aux voyageurs de la gare de Réhon, la station de chemin de fer la plus proche est la gare de Longwy, desservie par les trains du réseau TER Grand Est (lignes de Longwy à Metz-Ville, à Nancy-Ville, à Reims et à Charleville-Mézières) et des trains Regional-Express (RE) des CFL à destination de Luxembourg (ligne 70).

## Toponymie
Le nom de la localité est attesté sous les formes Rehan (1484) ; Relon (1656) ; Rhéon (1681) ; Rechon (XVIIIe siècle).

Pourrait avoir comme origine le nom d’un homme germanique Ragenon.[réf. nécessaire]

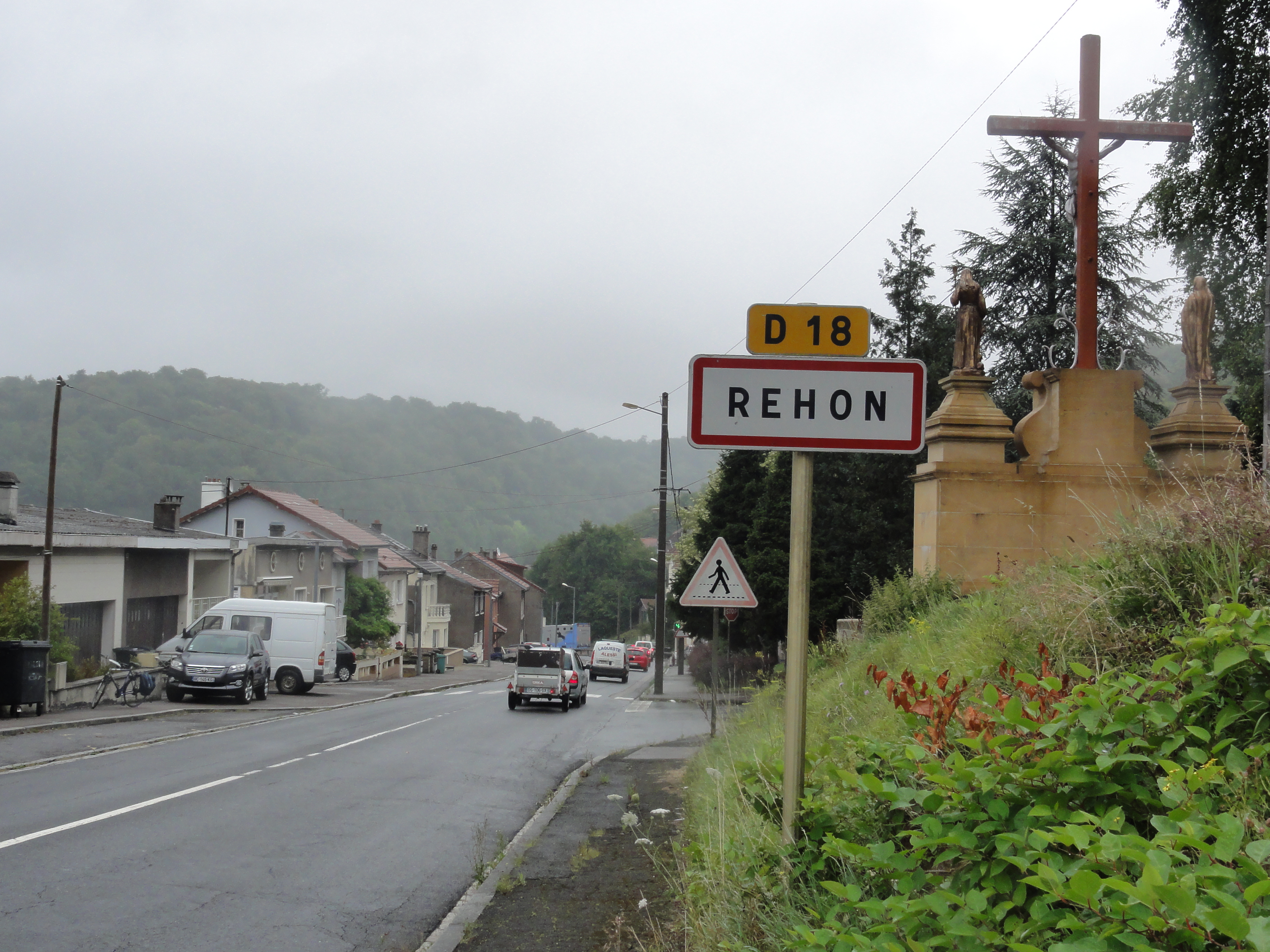
Panneau d'entrée de ville.
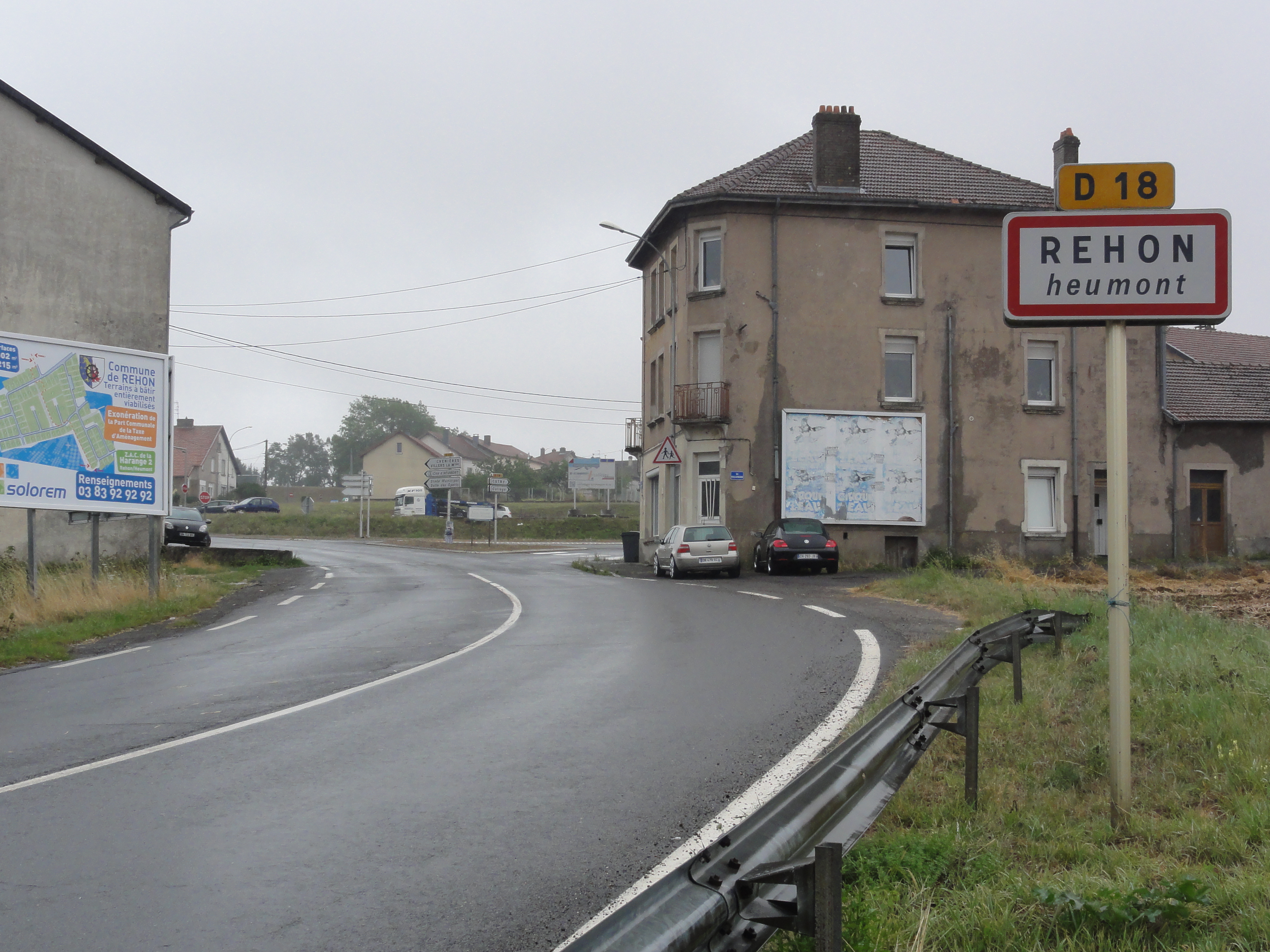
Panneau d'entrée d'Heumont

## Histoire

### Ancien Régime
Ancienne cure du diocèse de Trèves.

### Révolution française et Empire
La commune, instituée par la Révolution française, absorbe entre 1790 et 1794 celle de Heumont, puis, en 1812, celle de Mexy, qui retrouve son autonomie communale en 1879.

### Époque contemporaine
La ville de Réhon est principalement connue pour sa sidérurgie avec l'usine de la Providence dont la production s'est arrêtée en 1987.
La Société des Laminoirs, Hauts-Fourneaux, Fonderies et Usines de la Providence met à feu deux hauts-fourneaux à Réhon en 1866, créant une usine dénommée La Providence Réhon, puis un troisième en 1878. En 1914, l'usine produit 180 000 tonnes de fonte.
En 1863 est mise en service la ligne de Longuyon à Mont-Saint-Martin (vers Athus) la halte et les installations ferroviaires de Réhon, qui permettent notamment de desservir les industries locales.

Réhon au début du XXe siècle
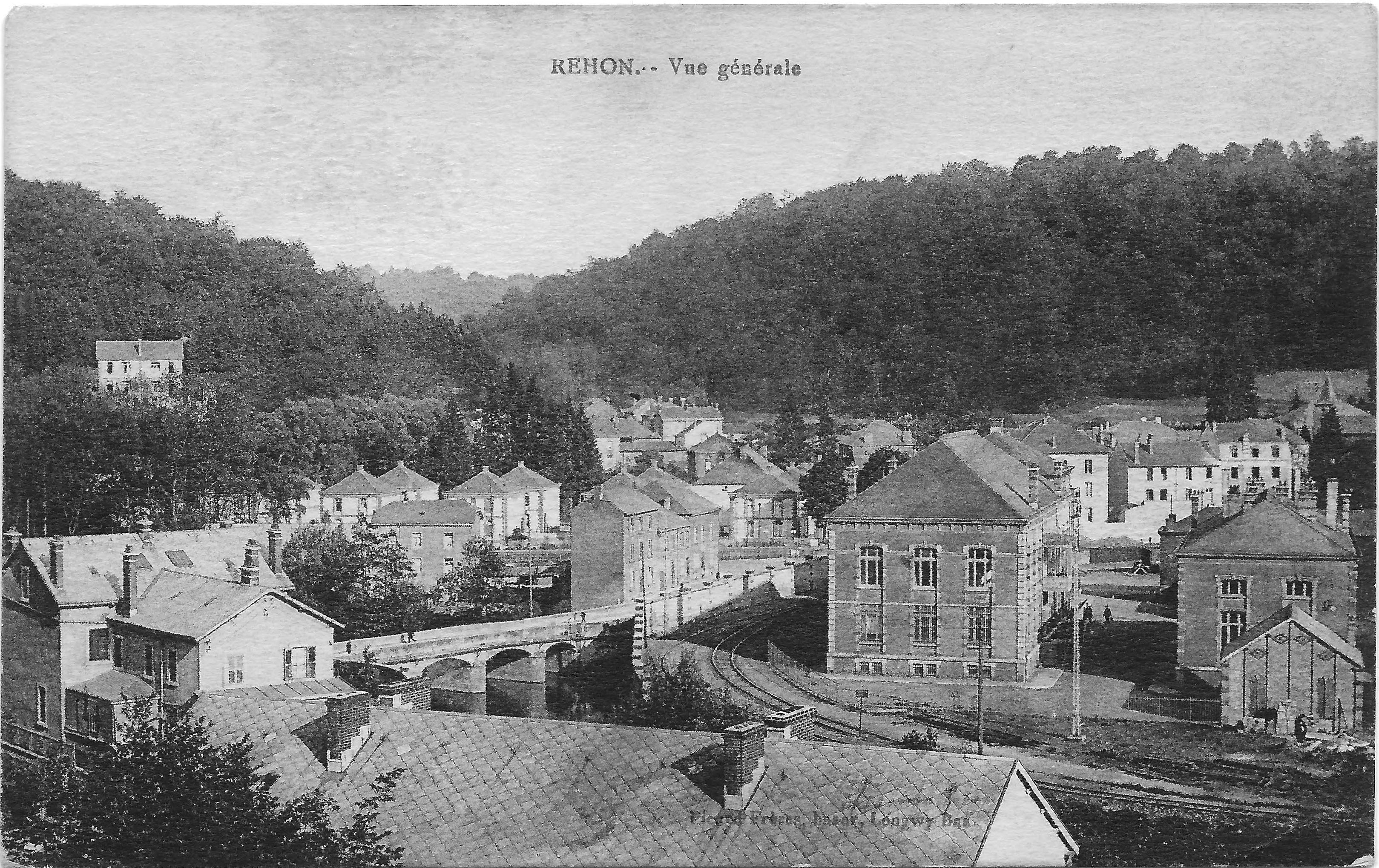
Vue générale.
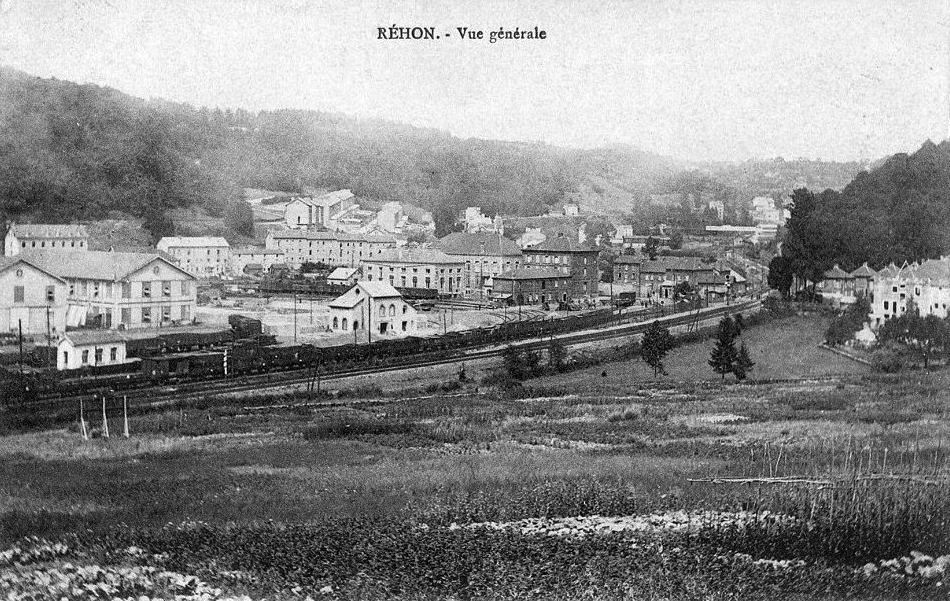
Vue générale et la gare.
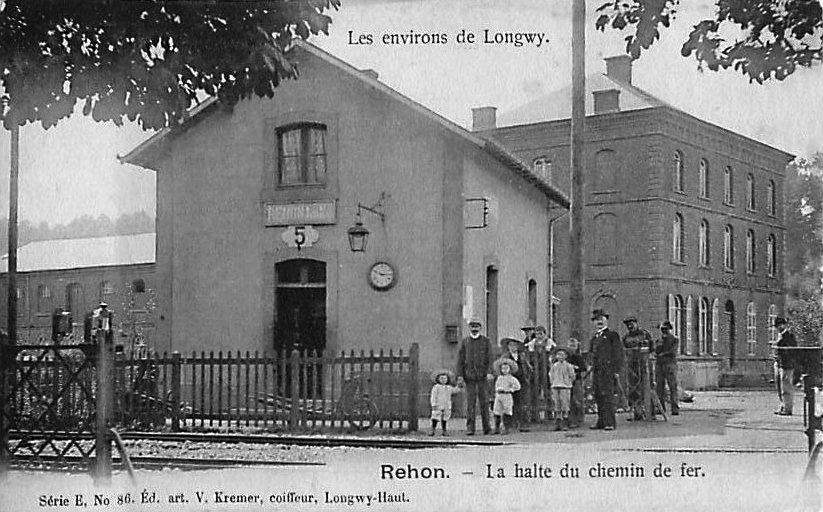
La halte.
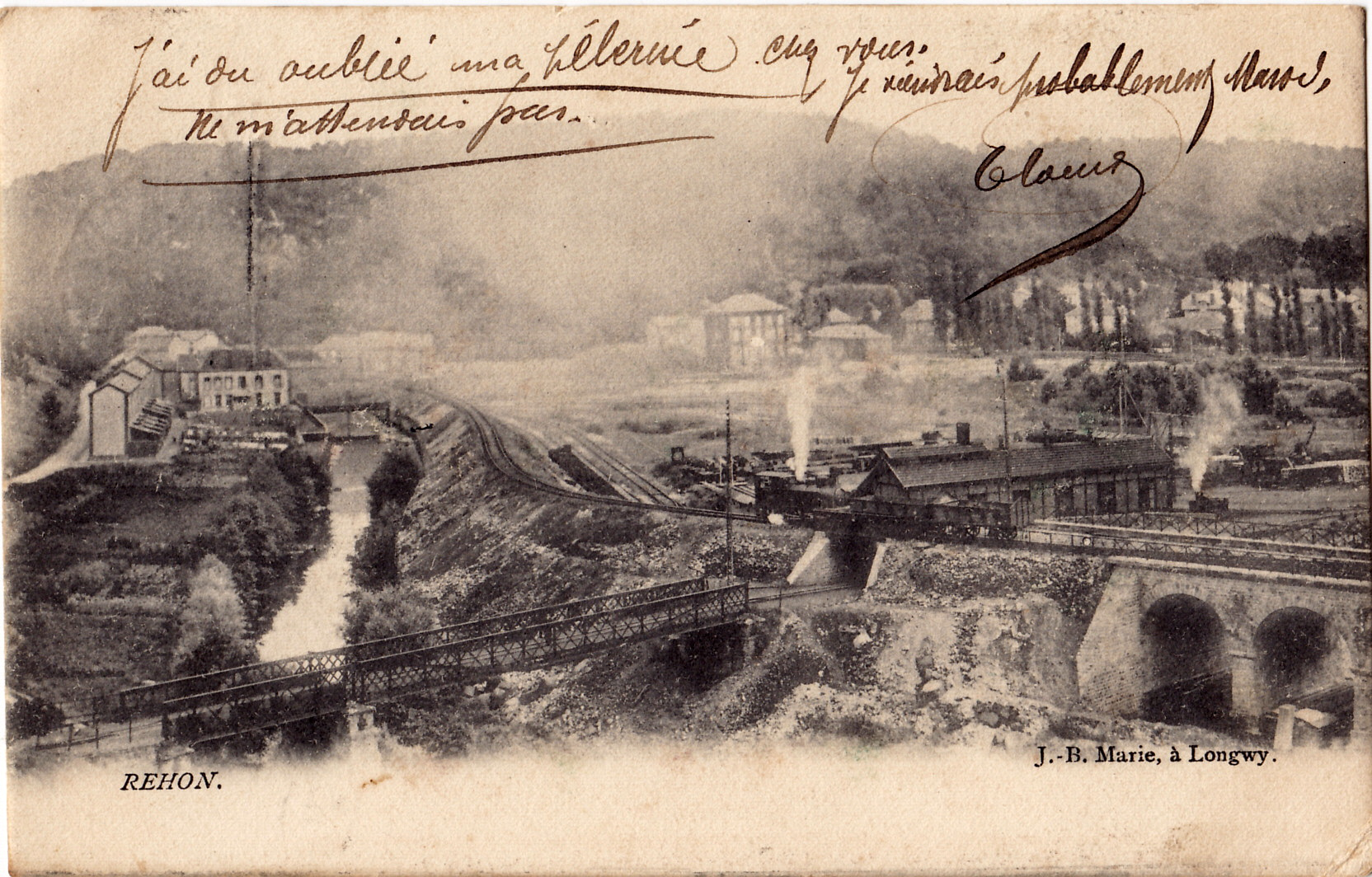
Paysage industriel de Réhon.
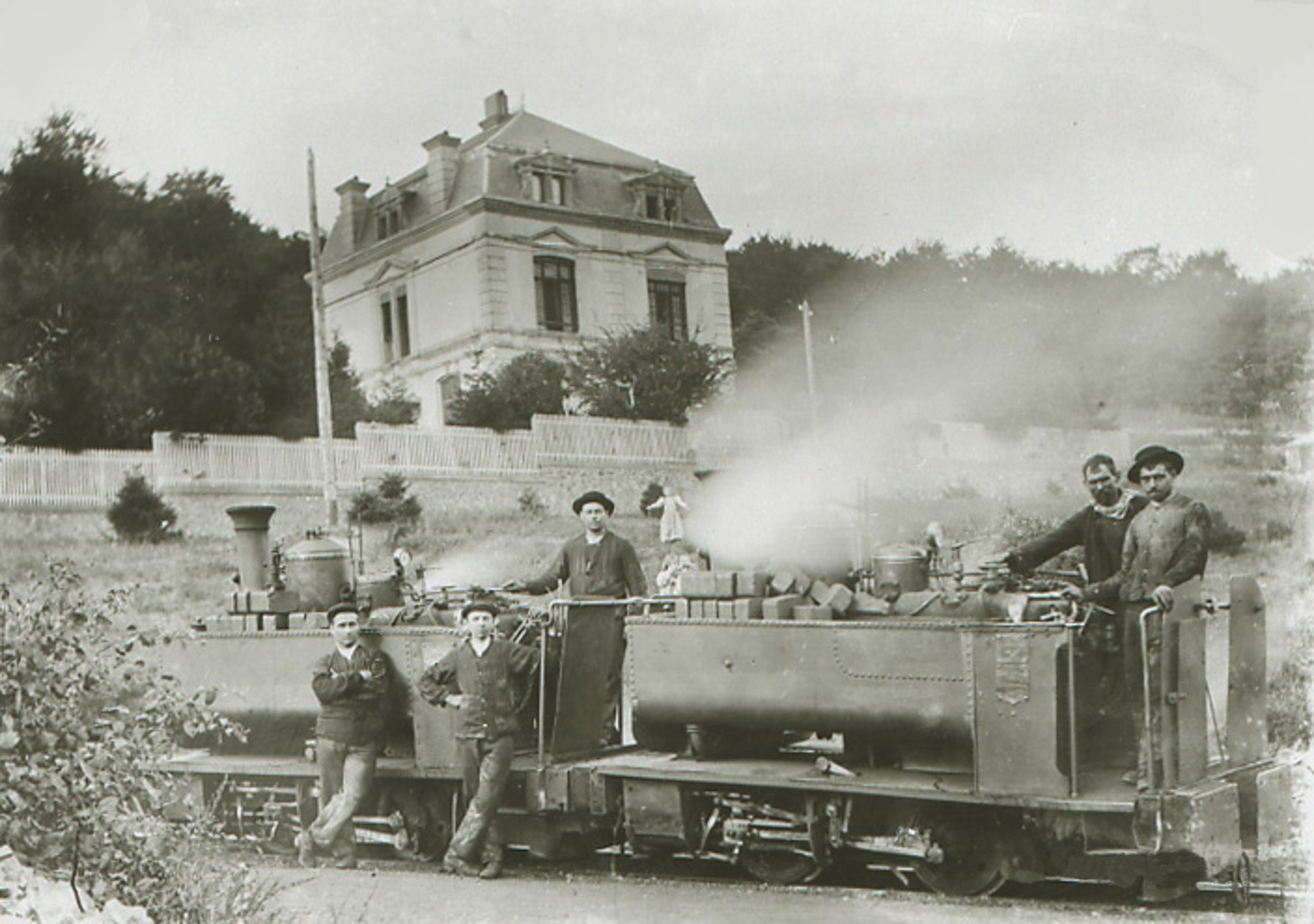
Locomotives de l'Usine de La Providence, permettant d'accéder au crassier.
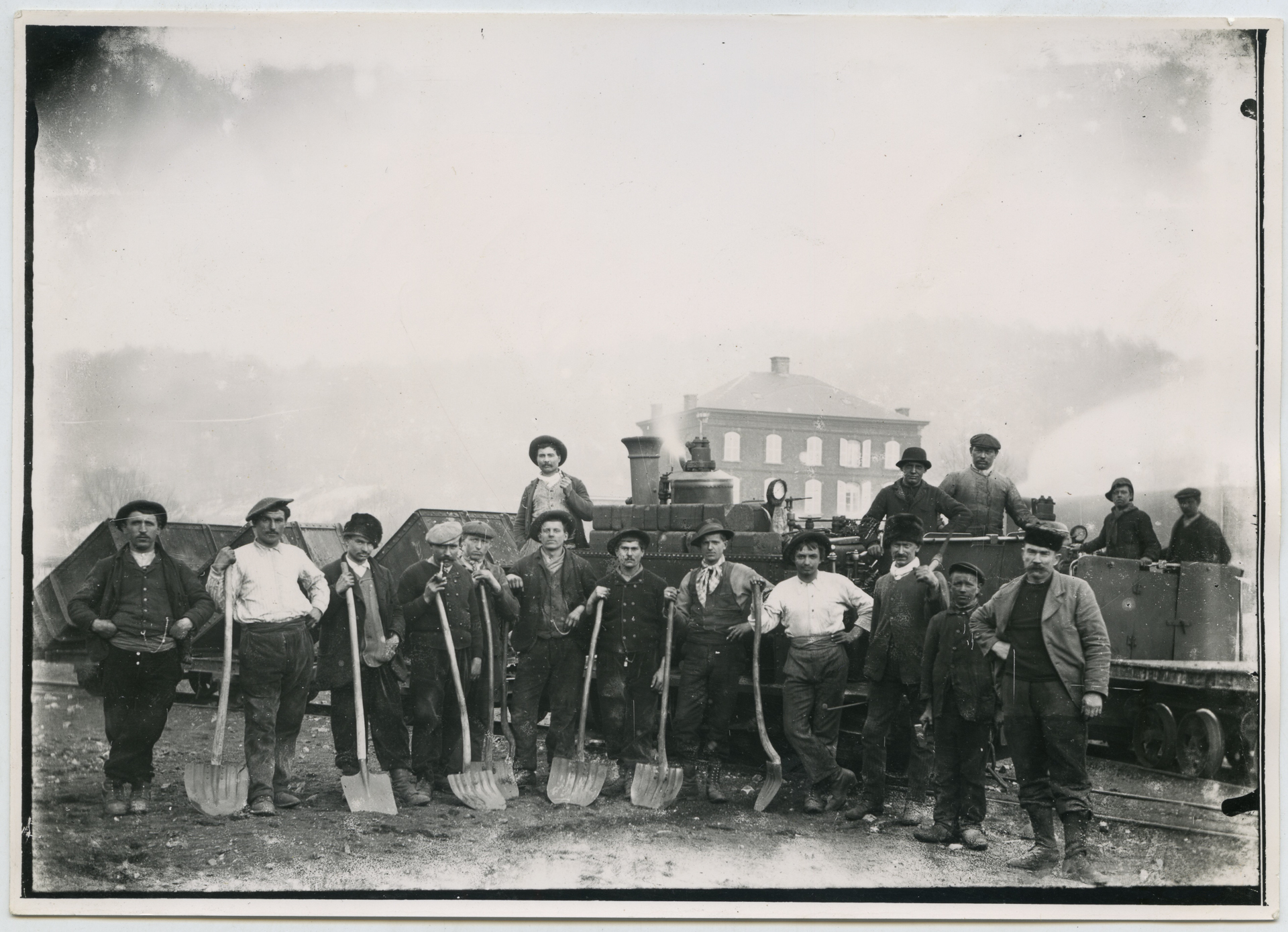
Equipe de nettoyages et de manutentions, vers 1899

En 1913, la Compagnie de l'Est agrandit le triage de la gare de Longwy jusqu'à l'usine de La Providence, et fait l'acquisition de l'ensemble des terrains situés entre la voie et la Chiers, nécessitant le déplacement de la halte de Réhon dont le bâtiment doit être reconstruit de l'autre côté des voies.. Le nouveau bâtiment est construit en 1914.
Au début de la Première Guerre mondiale, le 22 août 1914, a lieu le « combat de Cutry-Rehon ».
 Au petit jour, les 2e et 3e compagnies, du 1er bataillon du 31e régiment d'infanterie, sont détachées à Rehon. Peu après, les  Allemands, appuyés par le tir de leur artillerie, qui ouvre le feu sur Cutry et Rehon, attaquent ces deux villages. Le bataillon résiste avec énergie et, par un tir bien ajusté, inflige à l'ennemi des pertes sanglantes; mais les Allemands, recevant sans cesse de nouveaux renforts, continuent leur progression en cherchant à couper la retraite aux défenseurs des deux villages, auxquels le 2e bataillon tente en vain d'aller porter secours ; un violent tir d'artillerie l'en empêche. Sous la menace d'encerclement, la retraite s'exécute par les rives de la Chiers.
Arrêtée pendant la Première Guerre mondiale, la production reprend en 1919 avec la remise à feu des hauts-fourneaux 1 et 2. Les hauts-fourneaux 4 et 5 sont allumés en 1922 et 1930. L'usine à fonte est à nouveau arrêtée en 1940, puis reprend entre 1945 et 1948. Le nouveau HF6 est mis à feu le 23 juin 1949.
Dans les années 1950, l'usine de la Providence à Réhon était une usine sidérurgique intégrée, complète sauf la cokerie. Elle comptait plusieurs hauts-fourneaux, une aciérie Thomas avec des convertisseurs à l'oxygène, un laminoir blooming-slabbing et enfin des petits laminoirs anciens à produits plats, remplacés ensuite par un "train-à-feuillards" très moderne, fourni par la firme américaine Loewy. Appelé "le train de 720", il transformait les brames produites localement en "feuillards", c'est-à-dire bande d'acier de 100 à 600 mm de large, enroulée à chaud sous forme de bobine.

La Providence à Réhon en 1978
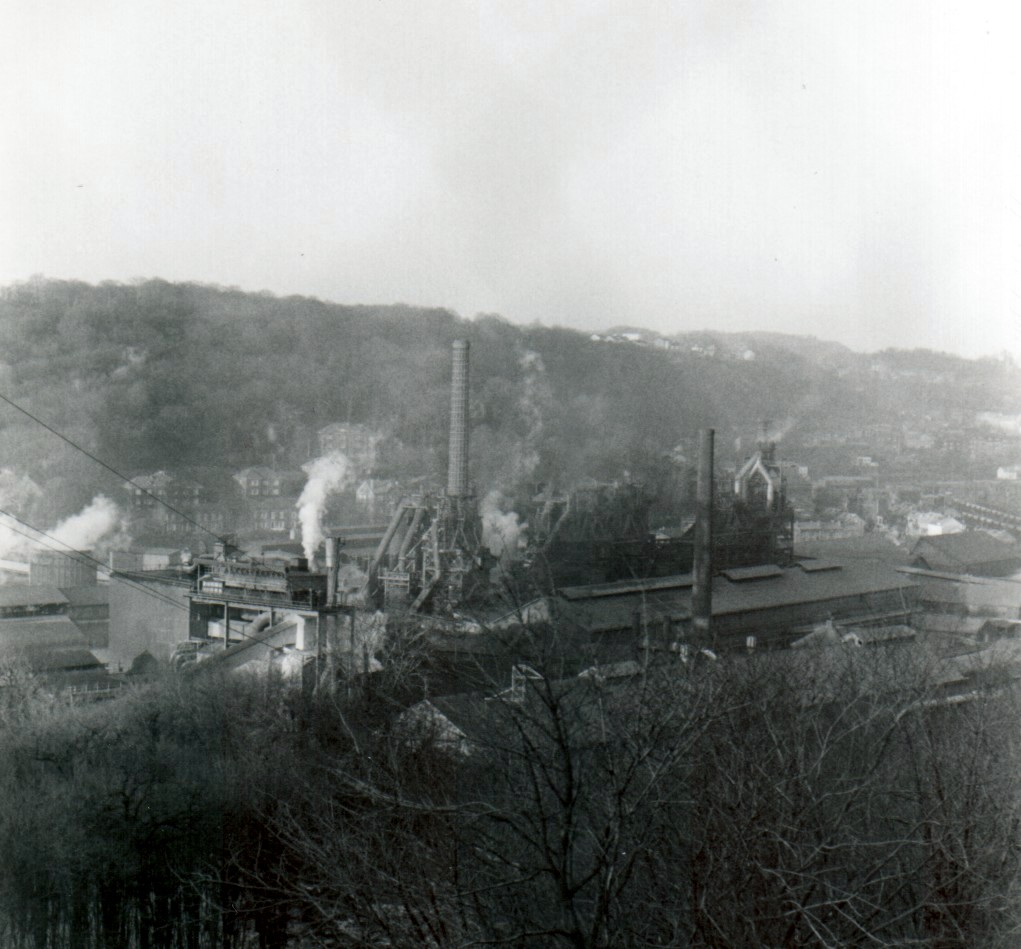
Vue générale.
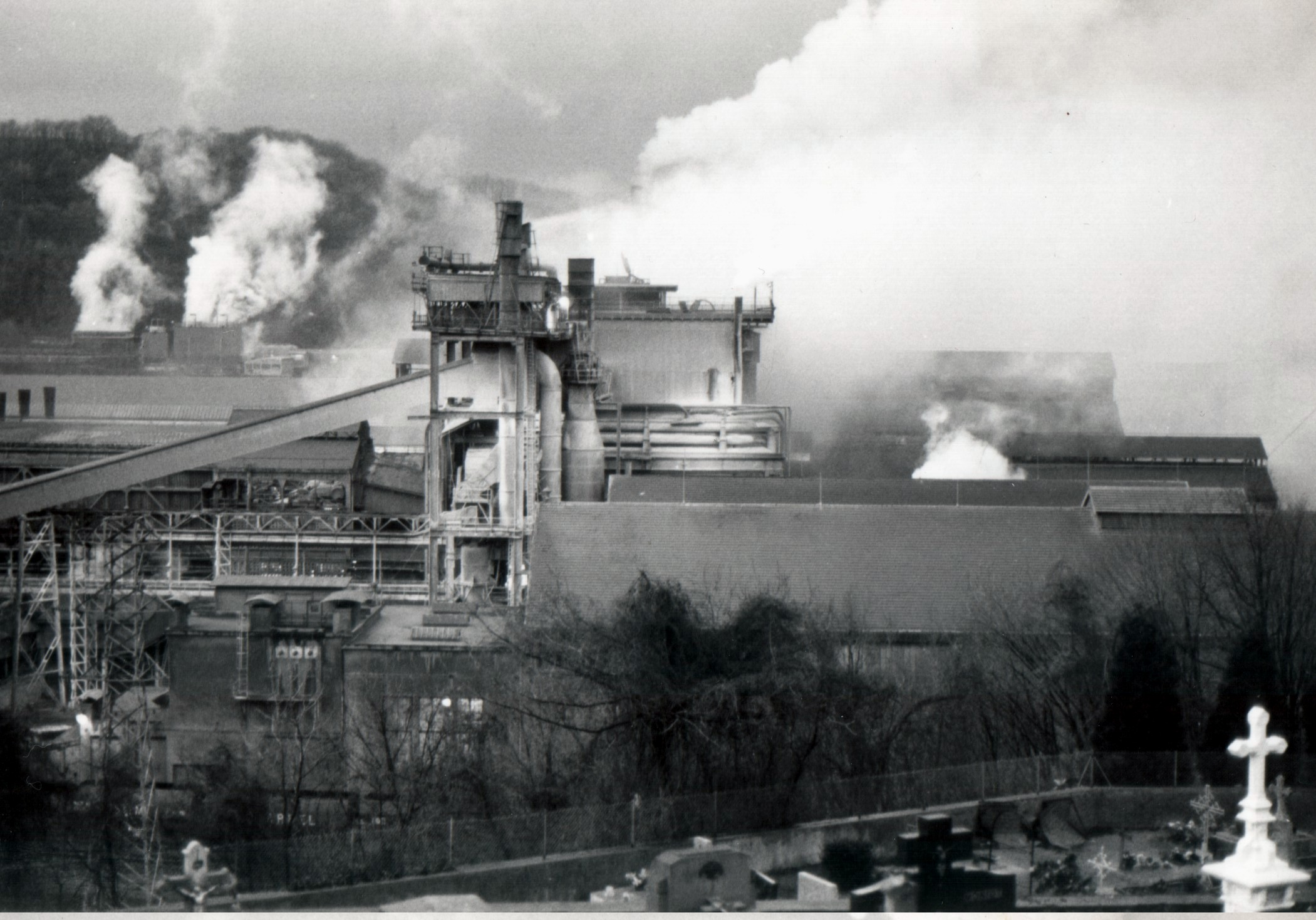
L'usine vue depuis le cimetière.
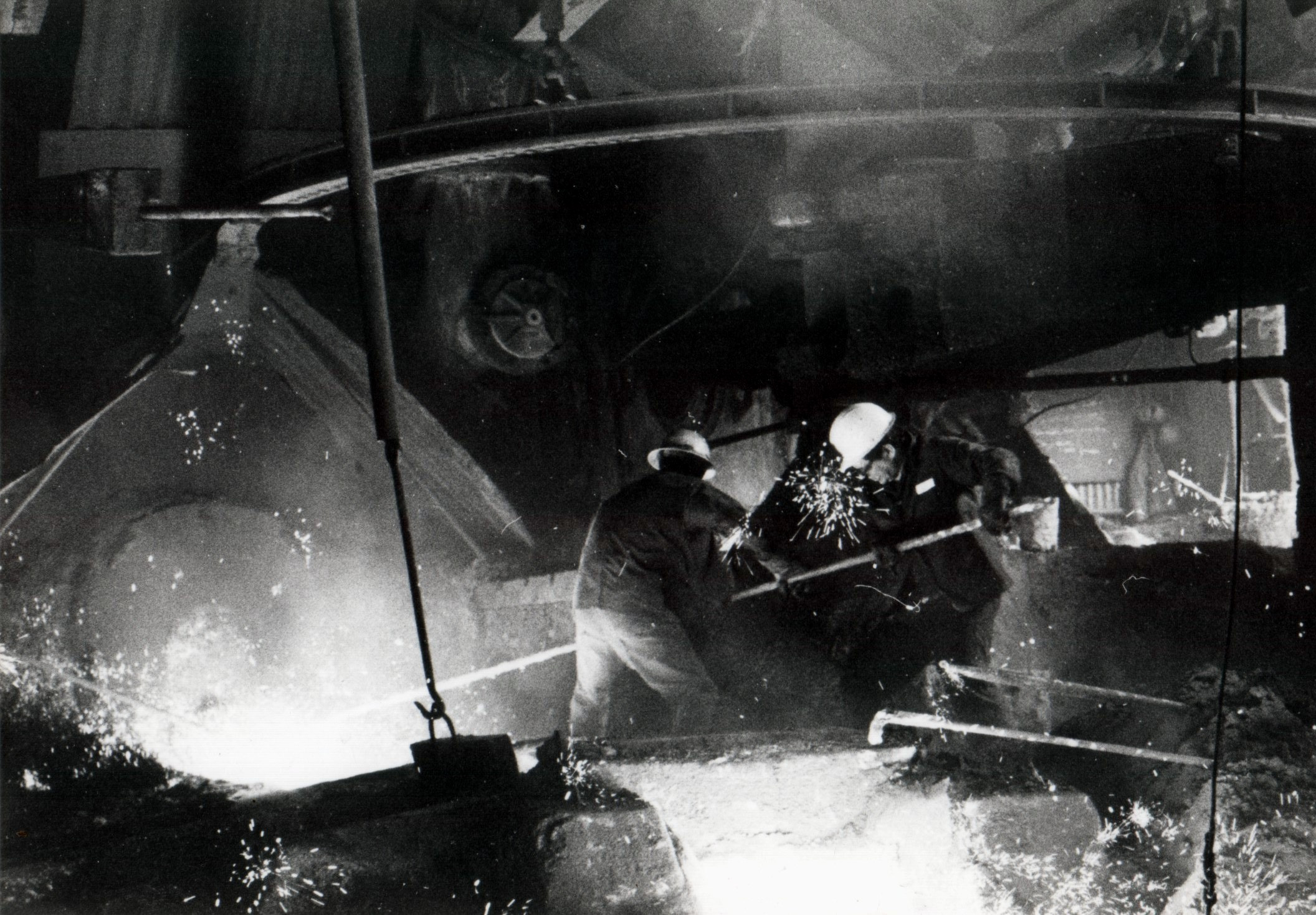
Ouvriers manœuvrant le bouchon d'argile d'un haut fourneau.
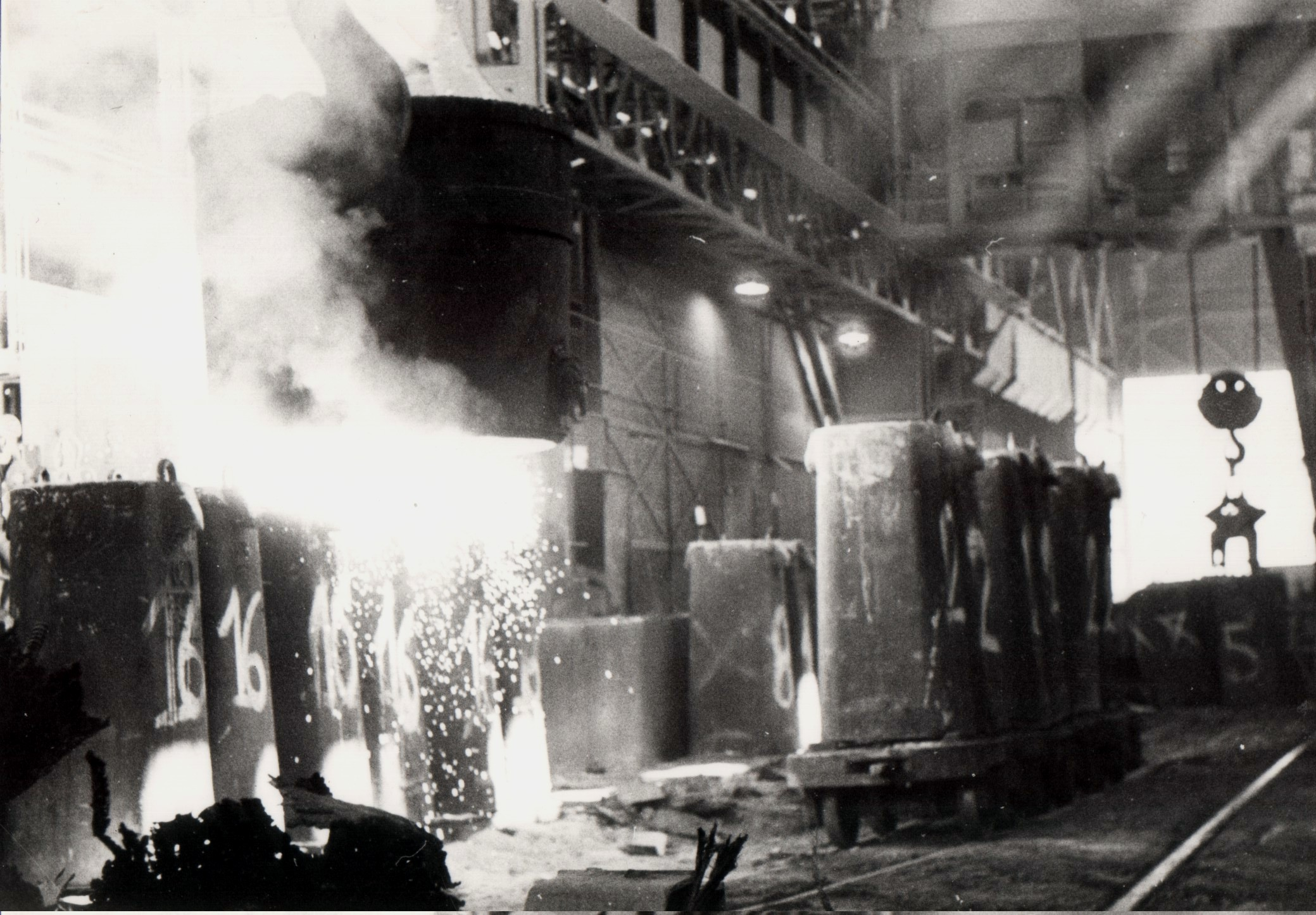
Lingotage de l'acier (coulée en lingots).
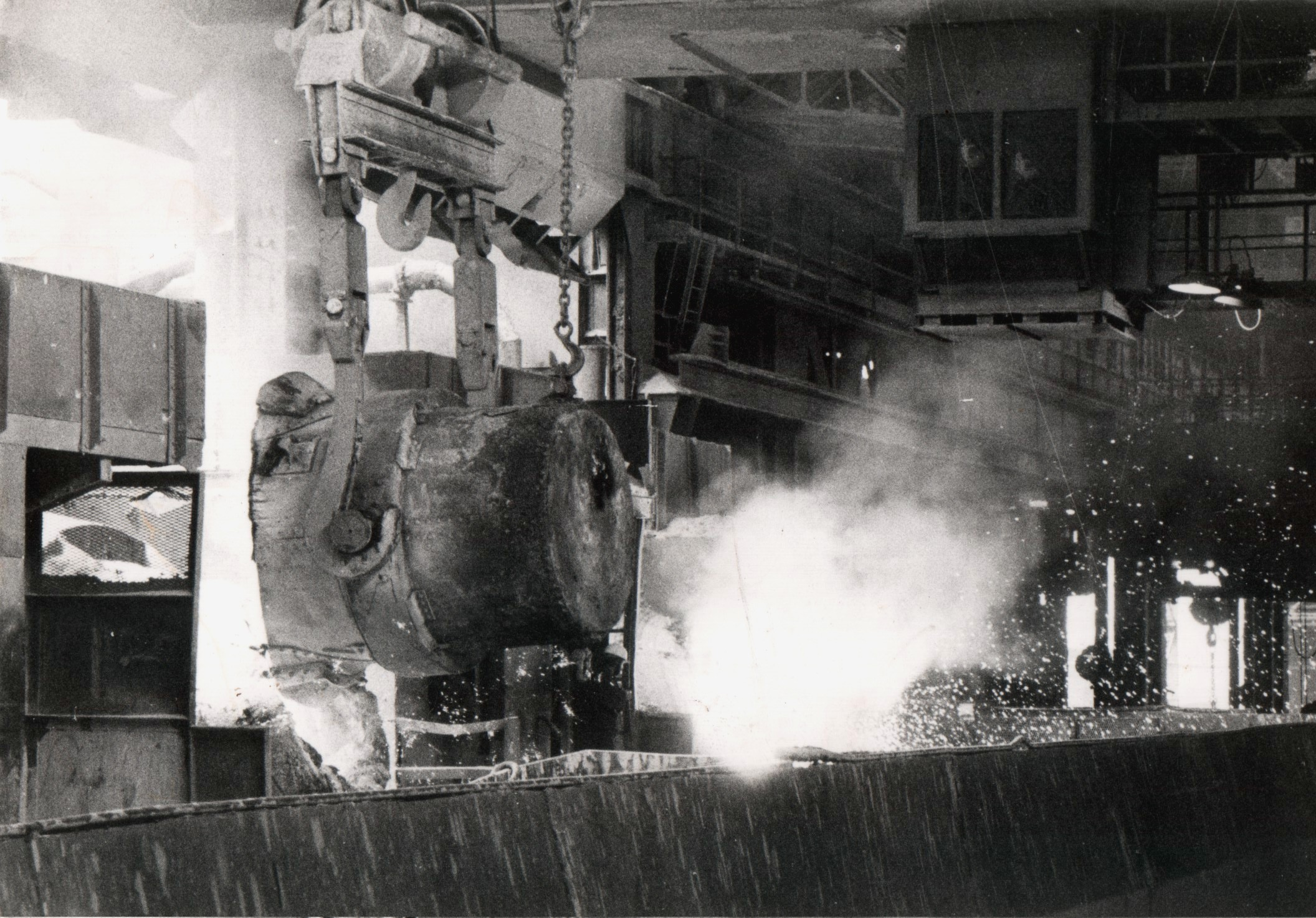
Coulée de la fonte en fusion dans le convertisseur à l'oxygène.

En 1955, les cinq hauts-fourneaux ont une capacité de production de l'ordre de 43 000 tonnes de fonte par mois. Trois hauts-fourneaux sont remis en service après modernisation en 1961 (HF4, 5 et 7), alors que le HF2 est définitivement éteint. Le HF7 connaît une réfection complète en 1977 ; en 1979, la batterie se compose de quatre hauts-fourneaux.
Le trafic ferroviaire généré en 1968 par l'usine est de 957 206 tonnes (départ) et 2 702 319 tonnes (arrivés).
L'activité de l'usine de Réhon s'arrête définitivement en 1987.

## Politique et administration

### Rattachements administratifs
La commune se trouve dans l'arrondissement de Briey du département de Meurthe-et-Moselle.
Elle faisait partie de 1801 à 1973  du canton de Longwy, année où elle intègre le canton de Mont-Saint-Martin. Dans le cadre du redécoupage cantonal de 2014 en France, cette circonscription administrative territoriale a disparu, et le canton n'est plus qu'une circonscription électorale.

### Rattachements électoraux
Pour les élections départementales, la commune fait partie depuis 2014 d'un nouveau canton de Longwy porté à huit communes
Pour l'élection des députés, elle fait partie de la troisième circonscription de Meurthe-et-Moselle.

### Intercommunalité
La commune est membre de la communauté d'agglomération dénommée depuis 2021 Grand Longwy Agglomération, un établissement public de coopération intercommunale (EPCI) à fiscalité propre créé en 2017 sous le nom de communauté d'agglomération de Longwy par transformation de la  communauté de communes de l'Agglomération de Longwy  et auquel la commune  a transféré un certain nombre de ses compétences, dans les conditions déterminées par le code général des collectivités territoriales.
Cette communauté de commune avait elle-même été créée en 2002 par transformation d'un district constitué en 1960 auquel Réhon avait adhéré en 1974.
La commune est également membre de l'Agglomération transfrontalière du pôle européen de développement.

### Tendances politiques et résultats
Lors du second tour des élections municipales de 2014 en Meurthe-et-Moselle, la liste DVG menée par Jean-Claude Blanguerin obtient la majorité des suffrages exprimés, avec 735 voix (48,96 %, 21 conseillers municipaux élus dont 	2 communautaires), devançant les listes menées respectivement par : 

- Jean-Paul Danloy (DVG, 602 voix, 40,10 %, 5 conseillers municipaux élus dont 1 communautaire) ;

- Antoine Pronesti (DVG, 295 voix, 10,92 %, 1 conseiller municipal élu).

Lors de ce scrutin, 39,10 % des électeurs se sont abstenus.
Lors du second tour des élections municipales de 2020 en Meurthe-et-Moselle,, la liste menée par le maire sortant Jean-Pierre Weber — qui a succédé à Jean-Claude Blanguerin  après sa démission en 2017 — obtient la majorité absolue des suffrages exprimés, avec 626 voix (60,89 %, 22 conseillers municipaux élus dont 2 communautaires), devançant très largement celle menée par Jean-Paul Danloy, qui a recueilli 402 voix (39,10 %, 5 conseillers municipaux élus dont 1 communautaire.
Lors de ce scrutin marqué par la pandémie de Covid-19 en France, 57,64 % des électeurs se sont abstenus,.

### Liste des maires
| Période                                  | Période                   | Identité               | Étiquette | Qualité                                                        |
| ---------------------------------------- | ------------------------- | ---------------------- | --------- | -------------------------------------------------------------- |
| Les données manquantes sont à compléter. |                           |                        |           |                                                                |
|                                          |                           |                        |           |                                                                |
| 1861                                     | 1871                      | Antoine Léonard        |           |                                                                |
|                                          |                           |                        |           |                                                                |
| mars 1983                                | mars 2014                 | Jean-Claude Guillaume  | UDI (PR)  | Président de la CC de l'agglomération de Longwy (2011 → 2014)  |
| mars 2014                                | janvier 2017              | Jean-Claude Blanguerin | SE        | Retraité Démissionnaire                                        |
| février 2017                             | En cours (au 6 juin 2023) | Jean-Pierre Weber      | SE        | Retraité de la Police nationale Réélu pour le mandat 2020-2026 |

## Population et société

### Démographie
L'évolution du nombre d'habitants est connue à travers les recensements de la population effectués dans la commune depuis 1793. Pour les communes de moins de 10 000 habitants, une enquête de recensement portant sur toute la population est réalisée tous les cinq ans, les populations de référence des années intermédiaires étant quant à elles estimées par interpolation ou extrapolation. Pour la commune, le premier recensement exhaustif entrant dans le cadre du nouveau dispositif a été réalisé en 2005.

En 2022, la commune comptait 3 811 habitants, en évolution de −0,86 % par rapport à 2016 (Meurthe-et-Moselle : −0,13 %, France hors Mayotte : +2,11 %).
| 1793 | 1800 | 1806 | 1821 | 1836 | 1841 | 1861 | 1866 | 1872 |
| ---- | ---- | ---- | ---- | ---- | ---- | ---- | ---- | ---- |
| 183  | 127  | 142  | 387  | 482  | 494  | 426  | 501  | 805  |

| 1876 | 1881 | 1886 | 1891 | 1896 | 1901 | 1906 | 1911  | 1921  |
| ---- | ---- | ---- | ---- | ---- | ---- | ---- | ----- | ----- |
| 845  | 635  | 580  | 584  | 625  | 700  | 965  | 2 049 | 3 243 |

| 1926  | 1931  | 1936  | 1946  | 1954  | 1962  | 1968  | 1975  | 1982  |
| ----- | ----- | ----- | ----- | ----- | ----- | ----- | ----- | ----- |
| 3 672 | 5 178 | 4 270 | 3 908 | 5 044 | 5 696 | 5 174 | 4 640 | 3 750 |

| 1990  | 1999  | 2005  | 2006  | 2010  | 2015  | 2020  | 2022  | - |
| ----- | ----- | ----- | ----- | ----- | ----- | ----- | ----- | - |
| 3 168 | 3 200 | 3 587 | 3 699 | 3 719 | 3 870 | 3 799 | 3 811 | - |

### Sports et loisirs
- Le Basket Club Longwy-Réhon a remporté le championnat de France de National 2 en 2002. Il évolue aujourd'hui en National 2.
- Le club de Football de Réhon, l'US Réhon (anciennement CSP) fête en 2008 ses 80 ans. Le club évoluera pour la saison 2014/2015 et pour la première fois depuis sept saisons en Promotion d'Honneur Régional (Ligue de Lorraine). Depuis 2016, le CSP s'est reformé sous l'appellation Cercle Sportif Progrès Rehon et a fini champion de 4e division de District Pays-Haut en étant invaincu. Lors de cette saison 2017-2018, l'équipe Seniors A termine une nouvelle fois invaincue de son championnat de 3e division et monte d'un échelon pour la seconde année consécutive. Pour la saison 2018/2019, l'équipe seniors reste une nouvelle fois invaincue tout au long de la saison et accède au premier niveau districal pour renouer avec son passé d'antan.

## Culture locale et patrimoine

### Lieux et monuments

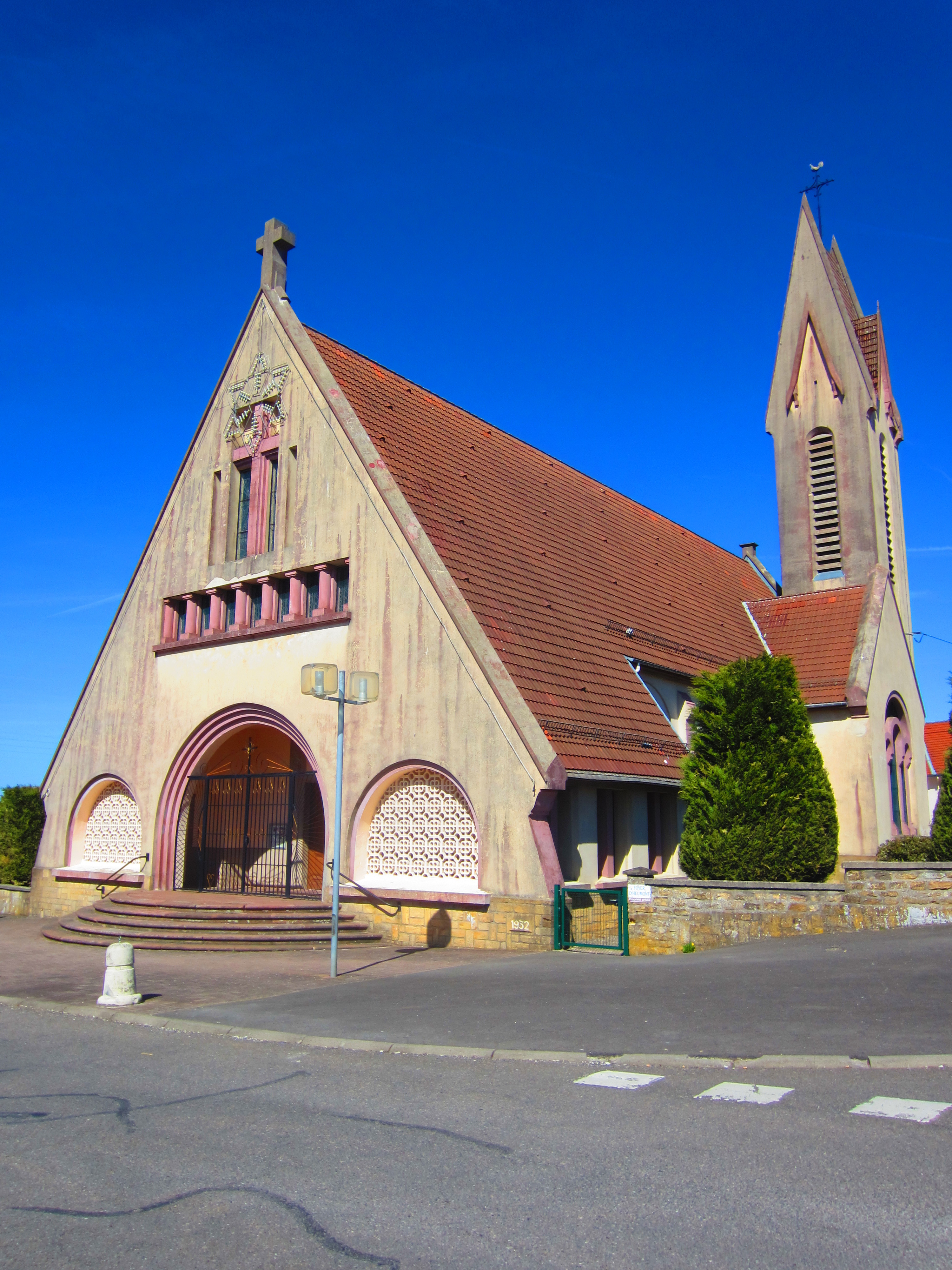
Chapelle Saint-Éloi.

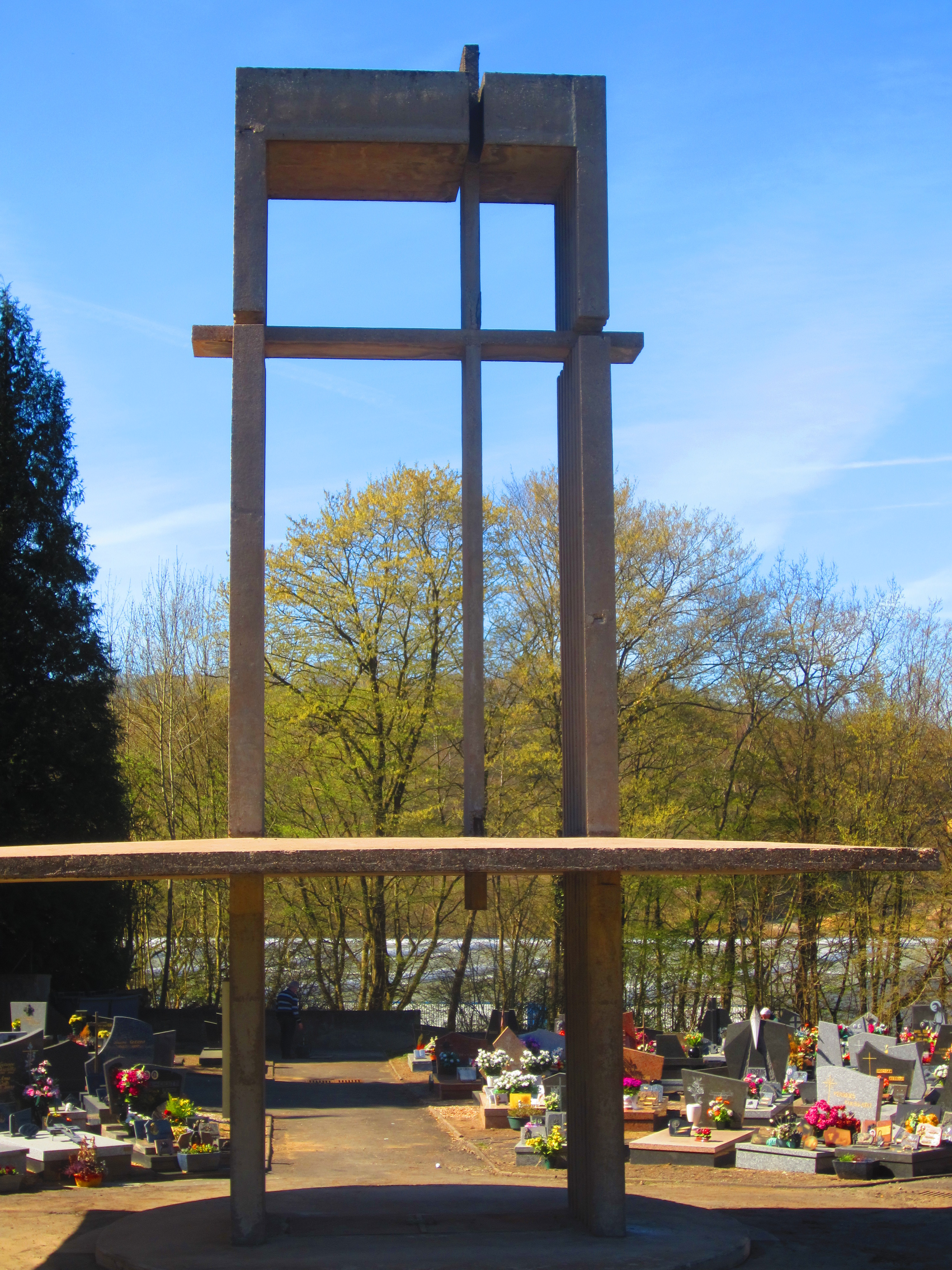
Chapelle moderne au cimetière.

- Château d'industriel, dit Château de la Direction des Hauts Fourneaux de la Providence, construit à la fin du XIXe siècle pour la direction des hauts fourneaux de la Providence, devenu maison de réception des ingénieurs aux belles heures de la sidérurgie, incendié en avril 1984, à l'époque de la fermeture des usines de la région de Longwy, en raison du symbole qu'il représentait.

- Église paroissiale Sainte-Geneviève construite en 1733 et consacrée en 1735 par l'évêque suffragant de Trêves, Frédéric von Nalbach ; menaçant ruine, elle est détruite en 1853 ; reconstruite en 1854 (changement d'orientation, l'entrée étant désormais placée à l'est ; allongement de la nef de 3,50 mètres et construction d'une tour clocher en façade qui manquait jusque-là) ; agrandie de 1898 à 1901 (adjonction d'un transept, reconstruction du chœur et de la sacristie).
- Chapelle Saint-Éloi (quartier Heumont), dite chapelle construite en 1932-1933 (date portée par la pierre de fondation), aux frais de la Société des forges et hauts fourneaux de la Providence à Réhon, sur un plateau voisin de ses usines et au centre d'une cité-jardin qu'elle avait réalisée peu avant. Église vendue en 1976 à l'association diocésaine, à l'époque de la crise de la sidérurgie.
Ses vitraux sont de Jacques Gruber.

Les vitraux de la chapelle Saint-Éloi
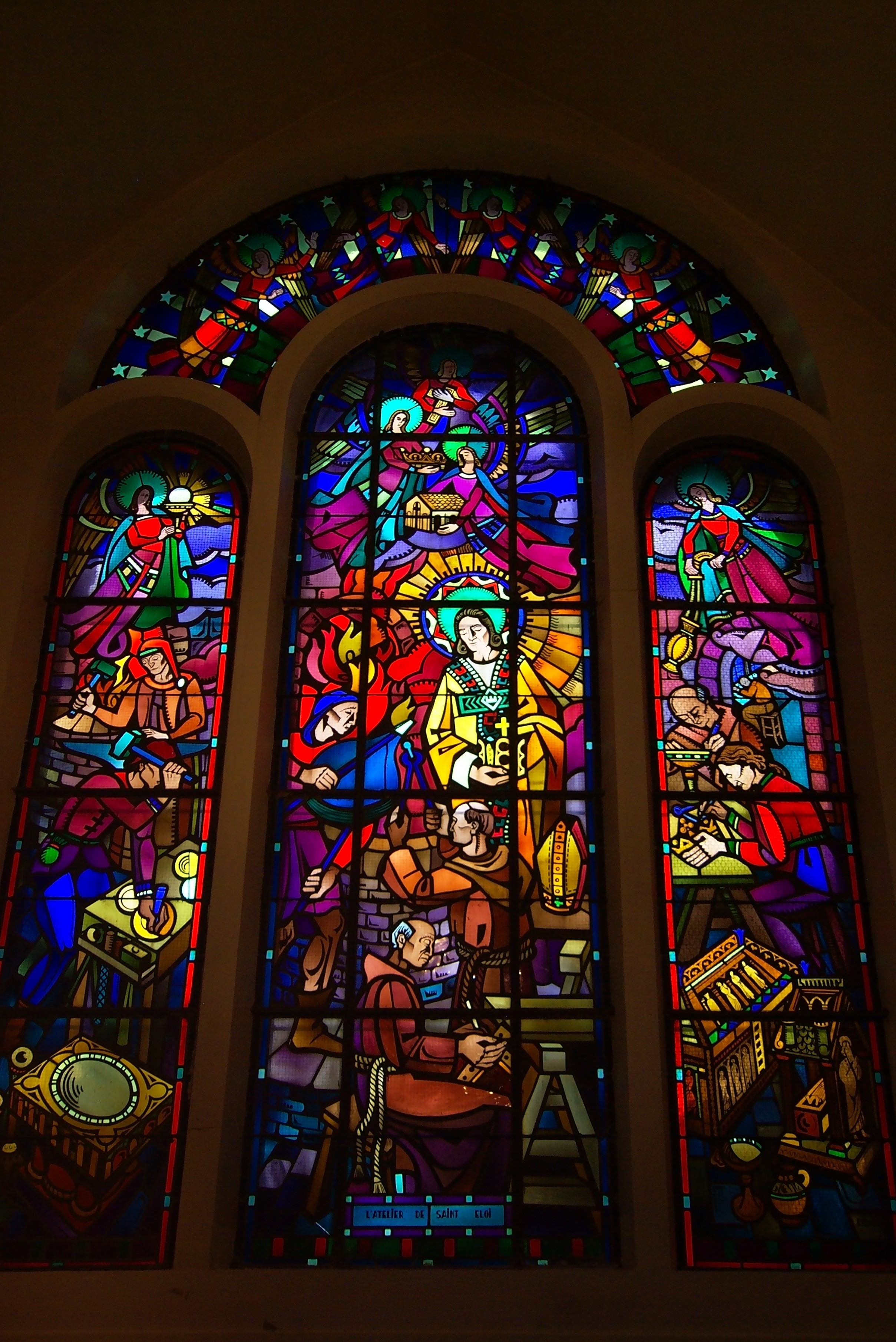
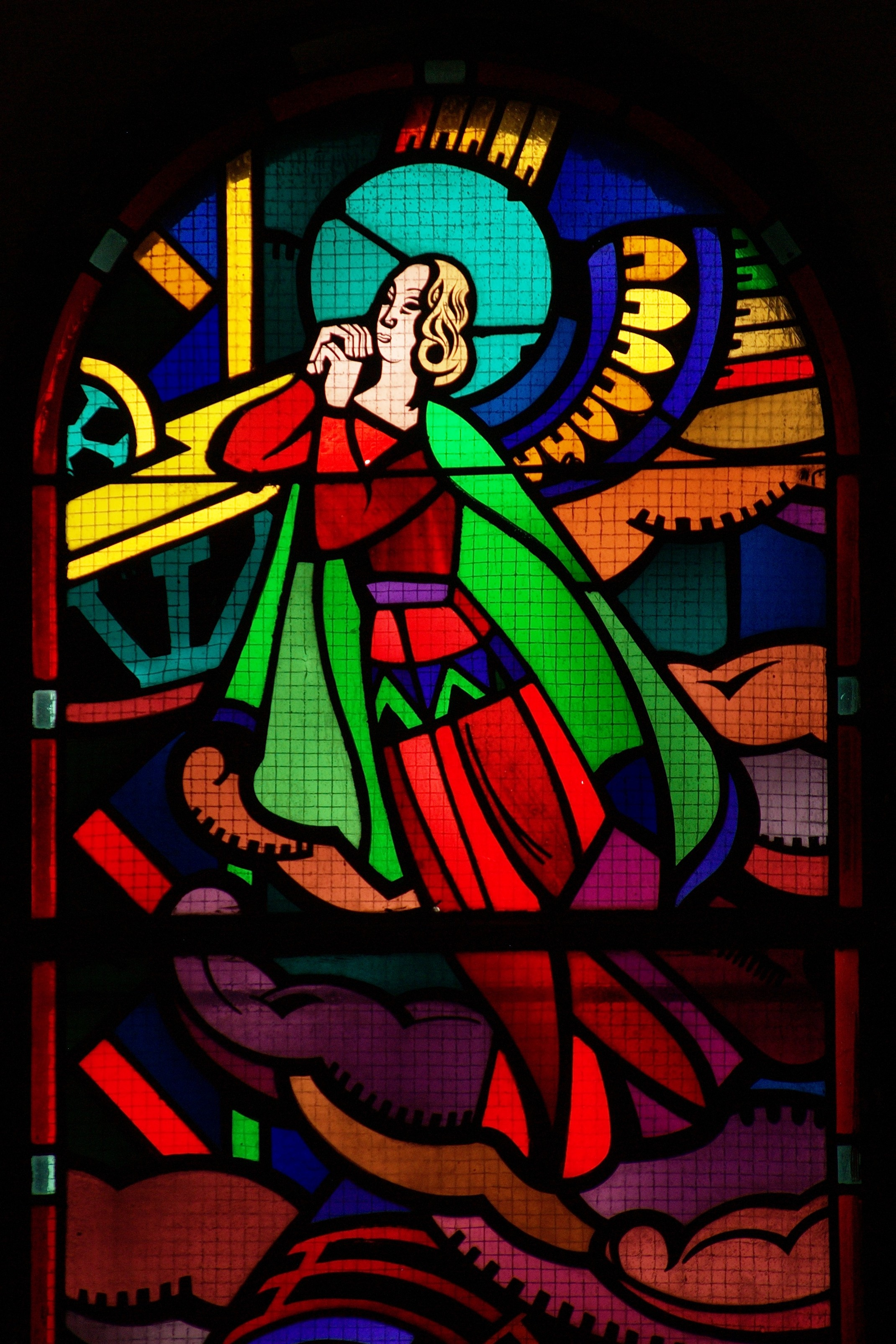
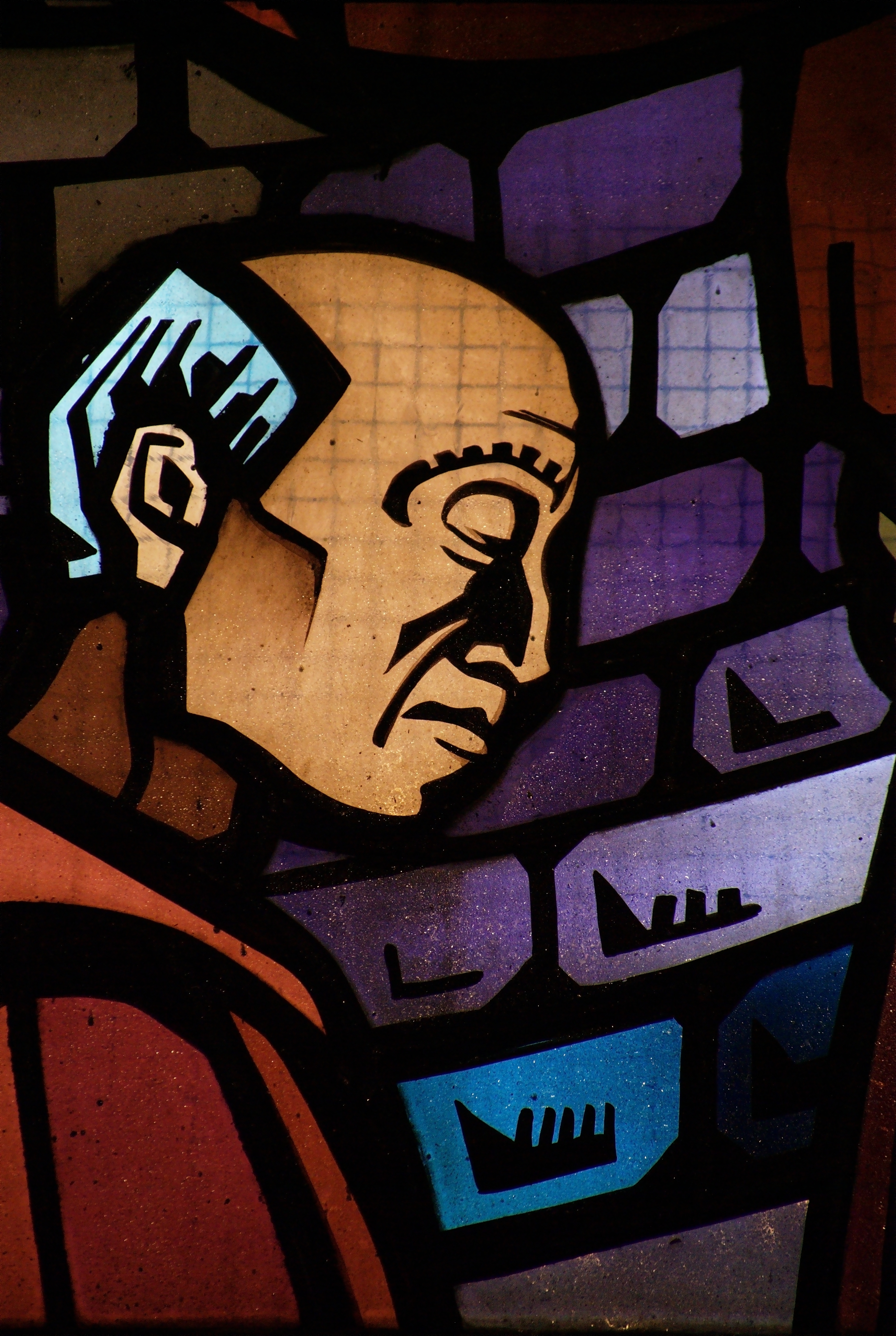
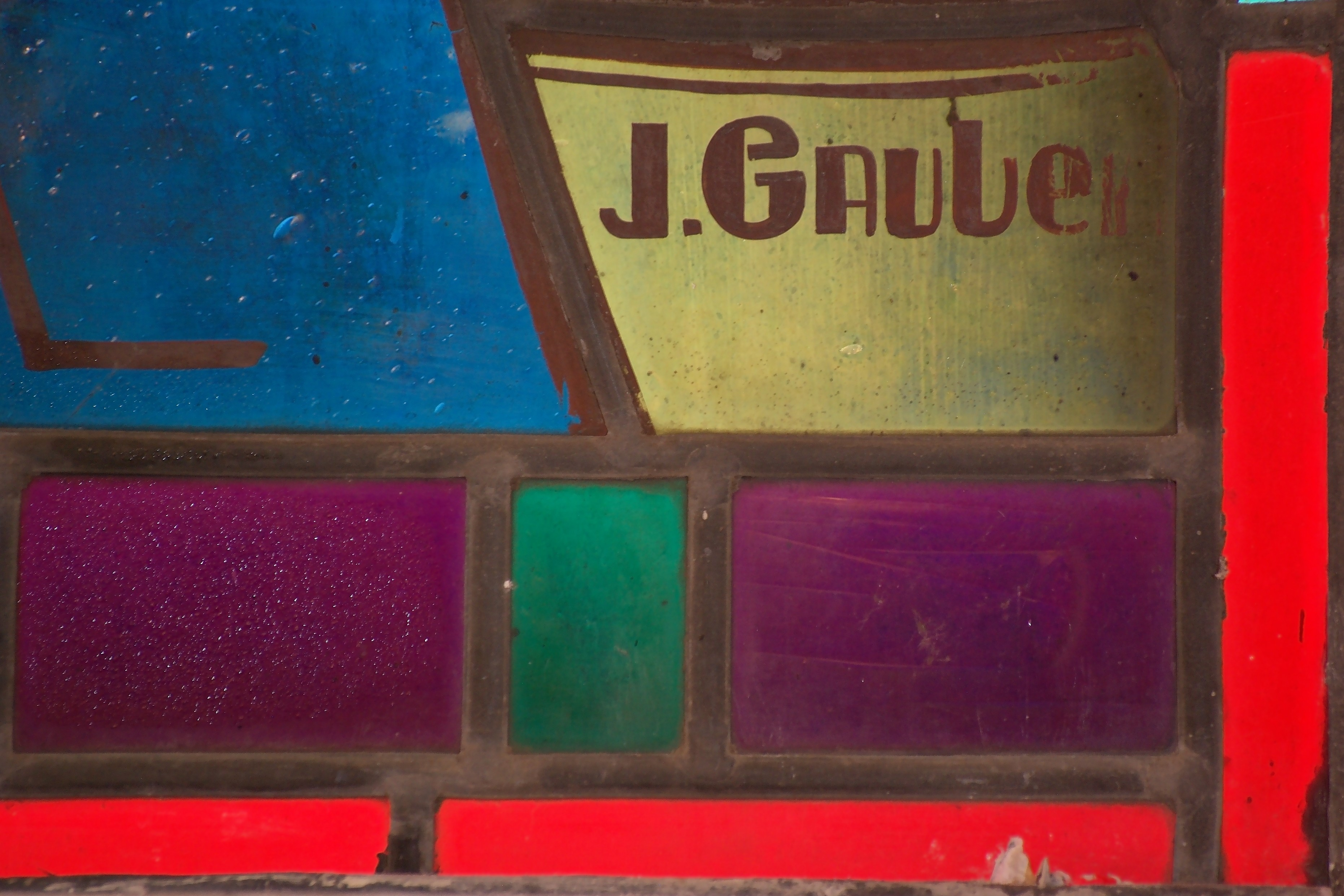

- Chapelle moderne au cimetière.

### Sites disparus
- Château à Heumont, construit en 1595 (date portée par la chaîne d'angle postérieure droite du logis), dont il ne subsiste que le 1er niveau des façades latérale droite et postérieure. Reconstruit ou agrandi en 1712 (date portée par le linteau de la porte du logis). Colombier probablement du XVIIIe siècle. Parties agricoles des XVIIIe et XIXe siècles. Remaniements mineurs au XXe siècle (construction d'une grange et de logements ouvriers). Élément défensif. Propriété de la Société métallurgique d'Ougrée depuis 1914 et racheté par la commune. Hélas démoli dans les années 1980 (malgré une opposition de beaucoup d'habitants) pour y construire un court de tennis, en réalité un mini lotissement.

### Personnalités liées à la commune
- Alfred Mézières (1826-1915), universitaire, écrivain, historien de la littérature, journaliste et homme politique français, né et mort à Réhon ;
- Marcel Battin  (1921-1999), écrivain, nouvelliste et traducteur de science-fiction, y est né.
- Jean-Marc Reiser (1941-1983), dessinateur de presse et auteur de bande dessinée français connu pour ses planches à l'humour féroce, est né à Réhon ;
- Jacques Peiffer (1947- ), sculpteur, philosophe de l'art, historiographe de la céramique, vit à Rehon ;
- Dominique Hoppe, président de l'Assemblée des Francophones Fonctionnaires des Organisations Internationales AFFOI, lauréat du Prix Gusi de la Paix en 2014, nommé au Prix Nobel de la Paix en 2015, est né et a vécu à Réhon de 1959 à 1979.

### Héraldique
| Blason de Reherrey | Blason  | De gueules au dextrochère de carnation vêtu d’azur, mouvant d’un nuage d’argent, tenant une épée garnie d’or accompagné à dextre d’un M majuscule couronné d’or et à senestre d’une clef d’or et d’une épée d’argent passées en sautoir.                                                                                          |
| Blason de Reherrey | Détails | Rehon faisait partie du duché de Bar. La flamme symbolise la sidérurgie et la mine qui sont à l'origine de la profonde mutation de la commune. Enfin la roue de moulin évoque le moulin à eau qui était au centre du village et dont l'histoire reste vivante dans les archives. Le statut officiel du blason reste à déterminer. |

## Pour approfondir